# Aristobia
Genre
Aristobia est un genre de coléoptères de la famille des Cerambycidae (capricornes) ; il appartient à la sous-famille des Lamiinae et contient les espèces suivantes :
- Aristobia angustifrons (en) Gahan, 1888
- Aristobia approximator (Thomson, 1865)
- Aristobia freneyi (en) Schmitt, 1992
- Aristobia hispida (en) (Saunders, 1853)
- Aristobia horridula (en) (Hope, 1831)
- Aristobia laosensis (en) Jiroux, Garreau, Bentanachs & Prévost, 2014
- Aristobia quadrifasciata (en) Aurivillius, 1916
- Aristobia reticulator (en) (Fabricius, 1781) (= testudo)
- Aristobia tavakiliani (en) Jiroux, Garreau, Bentanachs & Prévost, 2014
- Aristobia umbrosa (en) (Thomson, 1865)
- Aristobia vietnamensis (en) Breuning, 1972
- Aristobia voeti (en) Thomson, 1868